# Rex Chapman
Rex Chapman (ur. 5 października 1967 w Bowling Green) – amerykański koszykarz, występujący na pozycji rzucającego obrońcy, medalista igrzysk panamerykańskich.
W 1986 wystąpił w meczu gwiazd amerykańskich szkół średnich - McDonald’s All-American.
Po zakończeniu kariery sportowej zajmował się analizami spotkań koszykarskich, pracował też w biurach zespołów NBA.
We wrześniu 2014 roku został aresztowany po zarzutem kradzieży towarów o wartości 14 000 dolarów ze sklepu Arizona Apple Store.

## Osiągnięcia
NCAA
- MVP turnieju SEC (1988)[4]
- Wybrany do:
  - III składu All-American (1988 przez NABC)[4]
  - Galerii Sław Sportu Kentucky[2]

NBA
- Zaliczony do składu II składu debiutantów NBA (1989)[5]
- 2-krotny uczestnik konkursu wsadów NBA (1990 – 6. miejsce, 1991 – 3. miejsce)[6]

Reprezentacja
- Wicemistrz igrzysk panamerykańskich (1987)[7]